# Kolila
Koordinaten: 58° 52′ N, 23° 36′ O
Kolila (deutsch Kollila) ist ein Dorf (estnisch küla) in der Stadtgemeinde Haapsalu (bis 2017: Landgemeinde Ridala) im Kreis Lääne in Estland.

## Einwohnerschaft und Lage

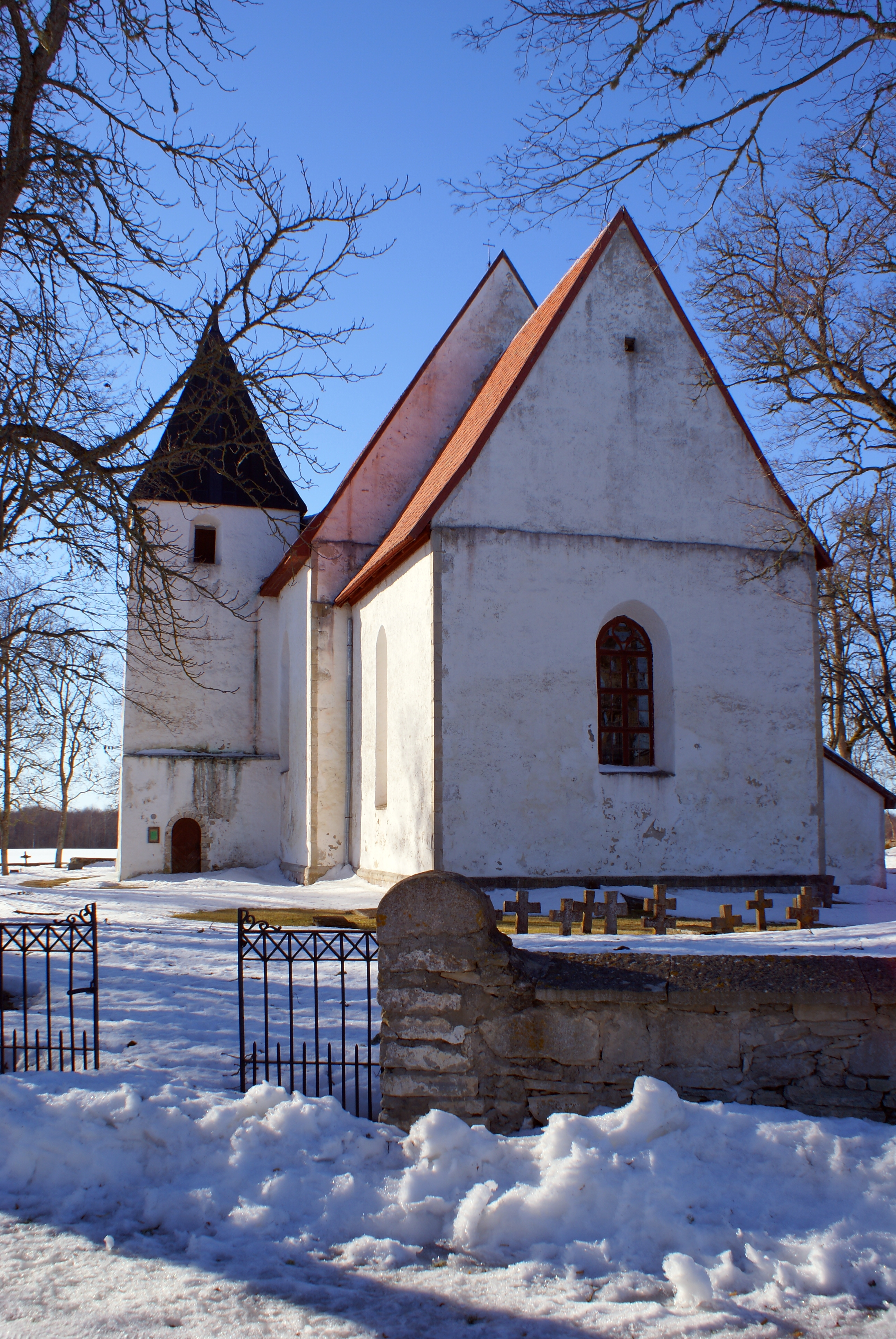
Kirche von Ridala

Der Ort hat 12 Einwohner (Stand 31. Dezember 2011). Er liegt sieben Kilometer südöstlich der Kernstadt Haapsalu.

## Kirche von Ridala

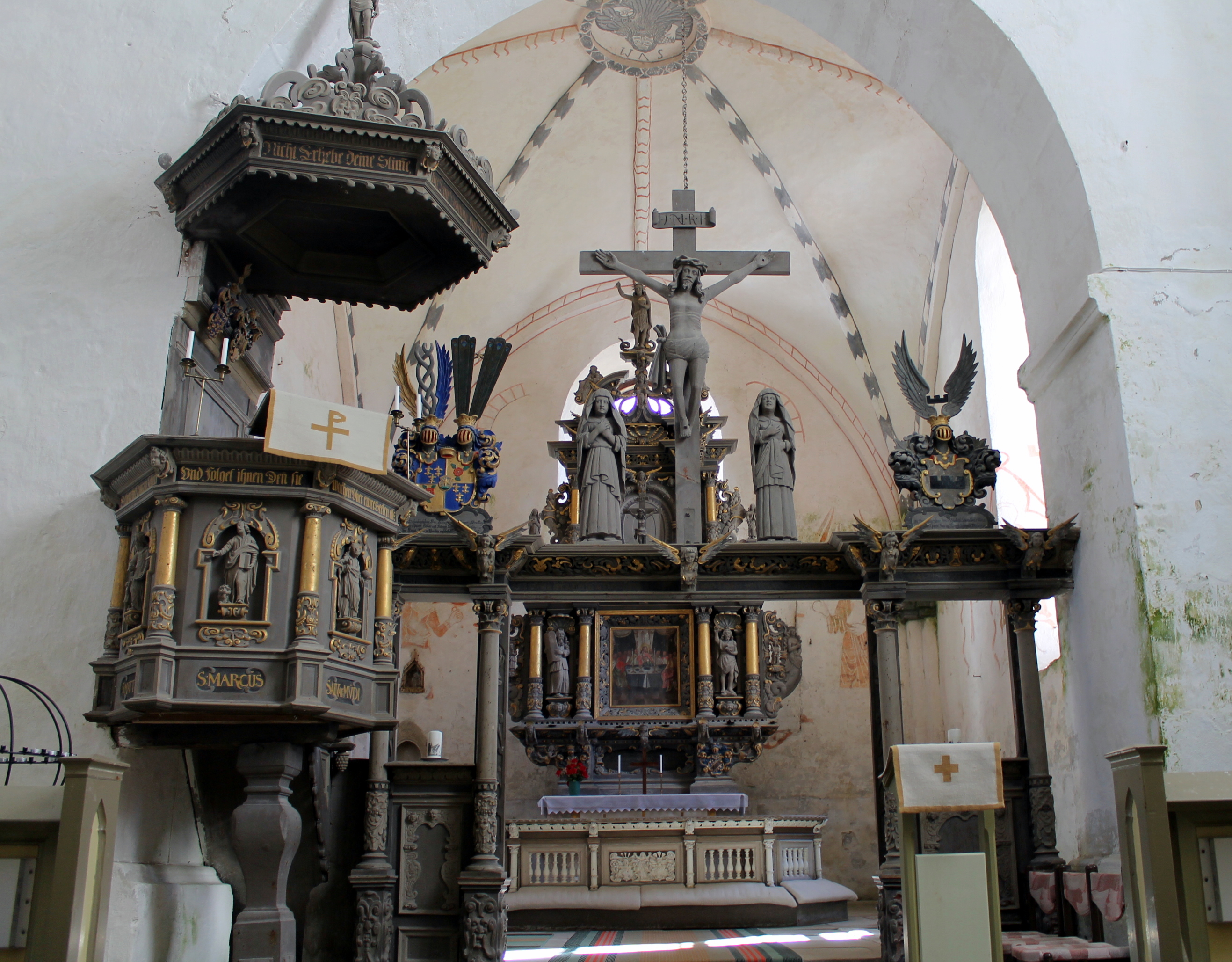
Kanzel und Lettner

Auf dem Gebiet des Ortes liegt die Kirche von Ridala (deutsch Röthel). Das auf einem Feld stehende Gotteshaus bildete zusammen mit dem Pastorat das Zentrum des Kirchspiels Ridala.
Die seit der Reformation evangelisch-lutherische St.-Marien-Magdalenen-Kirche wurde zwischen 1265 und 1270 erbaut. Die Erbauer stammten wahrscheinlich aus Westfalen.
Die erste urkundliche Erwähnung des Sandsteinbaus stammt aus dem Jahr 1410. Um 1500 wurde am Südportal ein niedriger, rechteckiger Glockenturm errichtet. Die zwei Glocken stammen von 1692 und von 1806. Im 18. Jahrhundert mussten massive Stückpfeiler an den Westecken des einschiffigen Gotteshauses angefügt werden.
Wie in vielen Kirchen Saaremaas und Muhus finden sich auch in Ridala Wandmalereien aus dem 14. bzw. 15. Jahrhundert. Teilweise wurden sie in Seccotechnik hergestellt. Die Rippen des achtteiligen Chorgewölbes verbinden sich zu einem Kreis.
Aus der Werkstatt des Meisters Elert Thiele stammt die barocke Kanzel von 1665 mit den Figuren der vier Evangelisten und von Christus. Die Wappen an der Kanzel erinnern an ihren Stifter Christoffer von Kurselli und seine Frau, geborene von Ungern-Sternberg.
Die Altarretabel ist vermutlich eine Arbeit des Tallinner Holzschnitzers Berendt Lorentz aus dem Jahr 1678. Der deutschbaltische Major Heinrich von Kursell schenkte sie der Kirche im selben Jahr.
Der einzige in Estland erhaltene Lettner mit den Figuren von Christus, Maria und Maria Magdalena ist eine Schenkung des Barons Fabian Ernst von Ungern-Sternberg und seiner Frau, geborene von Wrangel.
Die Orgel von 1881 stammt aus der Werkstatt Gustav Normanns. Sie hat ein Manual und zwölf Register. 1994 wurde sie umfassend renoviert.
Auf dem Friedhof finden sich Grabplatten aus dem 13. und 14. Jahrhundert sowie zahlreiche Steinkreuze.
Etwa anderthalb Kilometer vom Pastorat entfernt lag ein Bethaus der Herrnhuter Brüdergemeine.